# Mickaël Miguez
Mickaël Miguez, né le 12 janvier 1994 à Arès, est un joueur de cécifoot international français. Il évolue au poste de défenseur à l'UNADEV Bordeaux.
Il possède une déficience visuelle, il est kinésithérapeute libéral au Porge.

## Carrière
Pratiquant le football chez les valides malgré sa déficience visuelle qu'il a depuis la naissance, il se reconvertit au cécifoot en décembre 2012, choisissant le club de l'UNADEV Bordeaux. Il est plusieurs fois champion de France et vainqueur de la coupe de France avec notamment comme coéquipier Frédéric Villeroux.

### En équipe nationale
Avec les Bleus, il est médaillé d'argent aux Championnat d'Europe de 2019 puis médaillé d'or en 2022. Il est également sélectionné pour le tournoi paralympique des Jeux de Tokyo 2020 (8e place) et champion en titre après la victoire de la France face à l'Argentine aux Jeux paralympiques de Paris 2024.

## Palmarès

### En équipe nationale
- France à 5
  -  Vainqueur des Jeux paralympiques en 2024

## Distinctions

### Décorations
Chevalier de la Légion d'honneur (décret du 23 septembre 2024)